# Paasdorf (Herrschaft)
Die Herrschaft Paasdorf war eine Grundherrschaft im Viertel unter dem Manhartsberg im Erzherzogtum Österreich unter der Enns, dem heutigen Niederösterreich.

## Ausdehnung
Die Herrschaft mit den Gülten Schrik und Hüttendorf umfasste zuletzt die Ortsobrigkeit über Hüttendorf, Paasdorf und Schrik. Der Sitz der Verwaltung befand sich im Schloss Paasdorf. 

## Geschichte
Der letzte Inhaber der Allodialherrschaft war Anton Freiherr Skrbenský von Hříště (1791–1881), bevor diese nach den Reformen 1848/1849 aufgelöst wurde.